# Formuła (film 2001)
Formuła (ang. The 51st State, znany również jako Formula 51) – kanadyjsko-brytyjski film sensacyjny z 2001 roku w reżyserii Ronny’ego Yu. Wyprodukowany przez brytyjskie studio Momentum Pictures i kanadyjskie studio Alliance Atlantis.
Światowa premiera filmu miała miejsce 7 grudnia 2001 roku. W Polsce premiera filmu odbyła się 22 sierpnia 2003 roku.

## Opis fabuły
Genialny chemik Elmo McElroy (Samuel L. Jackson) jest twórcą narkotyku o mocy 51 razy większej od kokainy. Na zyski ze sprzedaży liczy szef mafii Lizard (Meat Loaf), ale Elmo udaje się do Liverpoolu, by sprzedać formułę specyfiku potężnym dilerom. Boss wysyła za nim płatną zabójczynię, Dawn (Emily Mortimer).

## Obsada
- Samuel L. Jackson jako Elmo McElroy
- Robert Carlyle jako Felix DeSouza
- Emily Mortimer jako Dawn „Dakota” Parker
- Meat Loaf jako Lizard
- Jake Abraham jako Konokko
- Mac McDonald jako pan Davidson
- Aaron Schwartz jako pan Yuri
- David Webber jako pan Jones
- Michael J. Reynolds jako pan Escobar
- Sean Pertwee jako detektyw Virgil Kane
- Ricky Tomlinson jako Leopold Durant

i inni